# 이승배 (권투 선수)
이승배(李承培, 1971년 5월 10일~)는 대한민국의 권투 선수, 지도자이다. 1992년 하계 올림픽 미들급에서 동메달을 획득했으며 1996년 하계 올림픽 라이트헤비급에서 은메달을 획득했다.